# Giro di Danimarca 2025
Il Giro di Danimarca 2025, trentaquattresima edizione della corsa, valevole come trentacinquesima prova dell'UCI ProSeries 2025 categoria 2.Pro, si è svolto in cinque tappe dal 12 al 16 agosto 2025 su un percorso totale di 682,4 km, con partenza da Nexø e arrivo a Silkeborg, in Danimarca. La vittoria fu appannaggio del danese Mads Pedersen, il quale completò il percorso in 15h08'16" precedendo lo svedese Jakob Söderqvist ed il connazionale Niklas Larsen.

## Tappe
| Tappa  | Data      | Percorso                                    | km    | Vincitore di tappa | Leader cl. generale |
| ------ | --------- | ------------------------------------------- | ----- | ------------------ | ------------------- |
| 1ª     | 12 agosto | Nexø > Rønne                                | 178,3 | Mads Pedersen      | Mads Pedersen       |
| 2ª     | 13 agosto | Rødovre > Gladsaxe                          | 105,5 | Søren Wærenskjold  | Mads Pedersen       |
| 3ª     | 14 agosto | Kerteminde > Kerteminde (cron. individuale) | 14,3  | Jakob Söderqvist   | Mads Pedersen       |
| 4ª     | 15 agosto | Svendborg > Vejle                           | 226,9 | Mads Pedersen      | Mads Pedersen       |
| 5ª     | 16 agosto | Hobro > Silkeborg                           | 157,4 | Mads Pedersen      | Mads Pedersen       |
| Totale | Totale    | Totale                                      | 742,8 |                    |                     |

## Squadre e corridori partecipanti
| N.    | Cod. | Squadra                 |
| ----- | ---- | ----------------------- |
| 1-7   | LOT  | Lotto                   |
| 11-16 | TVL  | Team Visma-Lease a Bike |
| 21-27 | LTK  | Lidl-Trek               |
| 31-37 | ADC  | Alpecin-Deceuninck      |
| 41-47 | TPP  | Team Picnic PostNL      |
| 51-57 | UXM  | Uno-X Mobility          |
| 61-67 | PTV  | Team Polti VisitMalta   |
| 71-77 | RKT  | Unibet Tietema Rockets  |
| 81-87 | EUS  | Euskaltel-Euskadi       |

| N.      | Cod. | Squadra                                     |
| ------- | ---- | ------------------------------------------- |
| 91-97   | TFB  | Team Flanders-Baloise                       |
| 101-107 |      | Danimarca                                   |
| 111-117 | BPC  | BHS-PL Beton Bornholm                       |
| 121-127 | DAD  | Decathlon AG2R La Mondiale Development Team |
| 131-137 | GSH  | Airtox-Carl Ras                             |
| 141-147 | TNN  | Team Novo Nordisk                           |
| 151-157 | TCQ  | Team ColoQuick                              |
| 161-167 | BCY  | Beat Cycling Club                           |
| 171-177 | TMC  | Team Give Steel-2M Cycling Elite            |

## Dettagli delle tappe

### 1ª tappa
- 12 agosto: Nexø > Rønne – 178,3 km

Risultati
| Pos. | Corridore       | Squadra   | Tempo    |
| ---- | --------------- | --------- | -------- |
| 1    | Mads Pedersen   | Lidl      | 4h03'45" |
| 2    | Lukáš Kubiš     | Unibet    | s.t.     |
| 3    | Conrad Haugsted | ColoQuick | s.t.     |

| Pos. | Corridore       | Squadra   | Tempo    |
| ---- | --------------- | --------- | -------- |
| 1    | Mads Pedersen   | Lidl      | 4h03'35" |
| 2    | Lukáš Kubiš     | Unibet    | a 4"     |
| 3    | Conrad Haugsted | ColoQuick | a 5"     |

### 2ª tappa
- 13 agosto: Rødovre > Gladsaxe – 105,5 km

Risultati
| Pos. | Corridore              | Squadra | Tempo    |
| ---- | ---------------------- | ------- | -------- |
| 1    | Søren Wærenskjold      | Uno-X   | 2h09'12" |
| 2    | Steffen De Schuyteneer | Lotto   | s.t.     |
| 3    | Axel Zingle            | Visma   | s.t.     |

| Pos. | Corridore       | Squadra   | Tempo    |
| ---- | --------------- | --------- | -------- |
| 1    | Mads Pedersen   | Lidl      | 6h12'47" |
| 2    | Lukáš Kubiš     | Unibet    | a 4"     |
| 3    | Conrad Haugsted | ColoQuick | a 5"     |

### 3ª tappa
- 14 agosto: Kerteminde > Kerteminde – 14,3 km - Cronometro individuale

Risultati
| Pos. | Corridore        | Squadra | Tempo  |
| ---- | ---------------- | ------- | ------ |
| 1    | Jakob Söderqvist | Lidl    | 15'28" |
| 2    | Alec Segaert     | Lotto   | a 5"   |
| 3    | Mads Pedersen    | Lidl    | a 14"  |

| Pos. | Corridore        | Squadra | Tempo    |
| ---- | ---------------- | ------- | -------- |
| 1    | Mads Pedersen    | Lidl    | 6h28'29" |
| 2    | Niklas Larsen    | BHS     | a 10"    |
| 3    | Jakob Söderqvist | Lidl    | a 34"    |

### 4ª tappa
- 15 agosto: Svendborg > Vejle – 226,9 km

Risultati
| Pos. | Corridore        | Squadra      | Tempo    |
| ---- | ---------------- | ------------ | -------- |
| 1    | Mads Pedersen    | Lidl         | 5h12'26" |
| 2    | Tibor Del Grosso | Alpecin      | a 31"    |
| 3    | Antoine L'Hote   | Decathlon DT | a 32"    |

| Pos. | Corridore     | Squadra | Tempo     |
| ---- | ------------- | ------- | --------- |
| 1    | Mads Pedersen | Lidl    | 11h40'42" |
| 2    | Niklas Larsen | BHS     | a 58"     |
| 3    | Lukáš Kubiš   | Unibet  | a 1'18"   |

### 5ª tappa
- 16 agosto: Hobro > Silkeborg - 157,4 km

Risultati
| Pos. | Corridore        | Squadra | Tempo    |
| ---- | ---------------- | ------- | -------- |
| 1    | Mads Pedersen    | Lidl    | 3h27'44" |
| 2    | Axel Zingle      | Visma   | s.t.     |
| 3    | Jakob Söderqvist | Lidl    | s.t.     |

| Pos. | Corridore        | Squadra | Tempo     |
| ---- | ---------------- | ------- | --------- |
| 1    | Mads Pedersen    | Lidl    | 15h08'16" |
| 2    | Jakob Söderqvist | Lidl    | a 1'28"   |
| 3    | Niklas Larsen    | BHS     | a 1'30"   |

## Evoluzione delle classifiche
| Tappa              | Vincitore          | Classifica generale Maglia azzurra | Classifica a punti Maglia verde | Classifica scalatori Maglia a pois neri | Classifica giovani Maglia bianca | Premio combattività Maglia Blu | Classifica a squadre |
| ------------------ | ------------------ | ---------------------------------- | ------------------------------- | --------------------------------------- | -------------------------------- | ------------------------------ | -------------------- |
| 1ª                 | Mads Pedersen      | Mads Pedersen                      | Mads Pedersen                   | Conrad Haugsted                         | Conrad Haugsted                  | Julius Johansen                | Lidl-Trek            |
| 2ª                 | Søren Wærenskjold  | Mads Pedersen                      | Mads Pedersen                   | Conrad Haugsted                         | Conrad Haugsted                  | Matias Malmberg                | Lidl-Trek            |
| 3ª                 | Jakob Söderqvist   | Mads Pedersen                      | Mads Pedersen                   | Conrad Haugsted                         | Jakob Söderqvist                 | Non assegnata                  | Lidl-Trek            |
| 4ª                 | Mads Pedersen      | Mads Pedersen                      | Mads Pedersen                   | Matias Malmberg                         | Jakob Söderqvist                 | Mads Würtz Schmidt             | Lidl-Trek            |
| 5ª                 | Mads Pedersen      | Mads Pedersen                      | Mads Pedersen                   | Marius Innhaug Dahl                     | Jakob Söderqvist                 | Julius Johansen                | Lidl-Trek            |
| Classifiche finali | Classifiche finali | Mads Pedersen                      | Mads Pedersen                   | Marius Innhaug Dahl                     | Jakob Söderqvist                 | Julius Johansen                | Lidl-Trek            |

Maglie indossate da altri ciclisti in caso di due o più maglie vinte
- Nella 2ª tappa Julius Johansen[1] ha indossato la maglia verde al posto di Mads Pedersen e Henrik Pedersen ha indossato quella bianca al posto di Conrad Haugsted.
- Nella 3ª tappa Lukáš Kubiš[2] ha indossato la maglia verde al posto di Mads Pedersen e Steffen De Schuyteneer ha indossato quella bianca al posto di Conrad Haugsted.
- Nella 4ª e 5ª tappa Søren Wærenskjold[1] ha indossato la maglia verde al posto di Mads Pedersen.

## Classifiche finali

### Classifica generale - Maglia azzurra
| Pos. | Corridore            | Squadra   | Tempo     |
| ---- | -------------------- | --------- | --------- |
| 1    | Mads Pedersen        | Lidl      | 15h08'16" |
| 2    | Jakob Söderqvist     | Lidl      | a 1'28"   |
| 3    | Niklas Larsen        | BHS       | a 1'30"   |
| 4    | Lukáš Kubiš          | Unibet    | a 1'50"   |
| 5    | Alec Segaert         | Lotto     | a 1'59"   |
| 6    | Søren Kragh Andersen | Lidl      | a 2'04"   |
| 7    | Axel van der Tuuk    | Euskaltel | a 2'27"   |
| 8    | Mattias Skjelmose    | Lidl      | a 2'31"   |
| 9    | Matyáš Kopecký       | Novo      | a 2'34"   |
| 10   | Tibor Del Grosso     | Visma     | a 2'36"   |

### Classifica a punti - Maglia verde
| Pos. | Corridore         | Squadra | Punti |
| ---- | ----------------- | ------- | ----- |
| 1    | Mads Pedersen     | Lidl    | 54    |
| 2    | Lukáš Kubiš       | Unibet  | 27    |
| 3    | Axel Zingle       | Visma   | 23    |
| 4    | Matyáš Kopecký    | Novo    | 19    |
| 5    | Søren Wærenskjold | Uno-X   | 15    |

### Classifica scalatori - Maglia a pois neri
| Pos. | Corridore           | Squadra      | Punti |
| ---- | ------------------- | ------------ | ----- |
| 1    | Marius Innhaug Dahl | Decathlon DT | 70    |
| 2    | Conrad Haugsted     | ColoQuick    | 44    |
| 3    | Matias Malmberg     | Airtox       | 34    |
| 4    | Mads Würtz Schmidt  | Danimarca    | 26    |
| 5    | Daniel Weis Nielsen | Decathlon DT | 24    |

### Classifica giovani - Maglia bianca
| Pos. | Corridore            | Squadra | Tempo     |
| ---- | -------------------- | ------- | --------- |
| 1    | Jakob Söderqvist     | Lidl    | 15h09'44" |
| 2    | Alec Segaert         | Lotto   | a 31"     |
| 3    | Matyáš Kopecký       | Novo    | a 1'06"   |
| 4    | Tibor Del Grosso     | Alpecin | a 1'08"   |
| 5    | Carl-Frederik Bévort | Uno-X   | a 1'15"   |

### Classifica combattività - Maglia blu
| Pos. | Corridore          | Squadra   | Punti |
| ---- | ------------------ | --------- | ----- |
| 1    | Julius Johansen    | Danimarca | 12    |
| 2    | Mads Würtz Schmidt | Danimarca | 12    |
| 3    | Mads Andersen      | Airtox    | 12    |
| 4    | Matias Malmberg    | Airtox    | 12    |
| 5    | Sebastian Nielsen  | Unibet    | 8     |

### Classifica a squadre
| Pos. | Squadra                       | Tempo     |
| ---- | ----------------------------- | --------- |
| 1    | Lidl-Trek                     | 45h27'42" |
| 2    | Decathlon AG2R La Mondiale DT | a 5'08"   |
| 3    | Unibet Tietema Rockets        | a 5'28"   |
| 4    | Danimarca                     | a 7'41"   |
| 5    | Lotto                         | a 8'56"   |